# Хелдер, Конни
Конни Хелдер (нидерл. Conny Helder; род. 27 ноября 1958, Гаага) — нидерландский политический и государственный деятель. Член Народной партии за свободу и демократию (VVD). В прошлом — министр здравоохранения, социального обеспечения и спорта Нидерландов (2024), министр (без портфеля) долгосрочного ухода и спорта Нидерландов (2022—2024).

## Биография
Родилась 27 ноября 1958 года в Гааге.
Окончила в 1974 году школу имени Яна Камперта в Гааге, в 1978 году — лицей имени Йохана Рудольфа Торбеке в Гааге. В 1978—1979 годах изучала химию в Лейденском университете. В 1979—1982 годах училась на ассистента хирурга в больнице имени Сары до Броново и больнице Вестейнде в Гааге. В 1986—1988 годах изучала управление здравоохранением в Гаагском университете прикладных наук. В 1987—1999 годах изучала политологию в Лейденском университете.
В 2000—2004 годах — менеджер здравоохранения в отделении хирургии Университетского медицинского центра Утрехта (UMC Utrecht), в 2004—2010 годах менеджер здравоохранения в отделении хирургических специализаций UMC Utrecht. В 2010—2017 годах — председатель совета директоров фонда Stichting Gezondheidscentra Eindhoven (SGE) в Эйндховене.
С июня 2017 года по январь 2022 года — генеральный директор (CEO) учреждения по уходу tanteLouise в Берген-оп-Зоме. С января 2020 по январь 2022 года — член правления ассоциации медицинских организаций ActiZ. Член региональной организации Regionaal Overleg Niet-Acute Zorg (RONAZ) в Северном Брабанте. Председатель правления Care innovation center («Инновационный центр здравоохранения») с 1 апреля 2019 года.
10 января 2022 года назначена министром (без портфеля) долгосрочного ухода и спорта Нидерландов в Министерстве здравоохранения, социального обеспечения и спорта Нидерландов в коалиционном четвёртом кабинете Рютте, сформированном по результатам парламентских выборов 2021 года. После отставки министра здравоохранения, социального обеспечения и спорта Нидерландов Эрнста Кёйперс 10 января 2024 года назначена вместо него главой министерства. Исполняла обязанности до 2 июля, когда правительство ушло в отставку.

## Личная жизнь
Имеет гражданского партнёра и 2 детей.